# Istituto per l'Oriente Carlo Alfonso Nallino
L'Istituto per l'Oriente Carlo Alfonso Nallino è la più antica e tra le più autorevoli istituzioni italiane dedicata allo studio e alla ricerca delle problematiche connesse in special modo al Vicino Oriente islamico in età moderna e contemporanea.

## Storia
Fondato il 13 marzo del 1921 a Roma da un gruppo di professori universitari di materie orientalistiche - tra cui spiccava il nome di Carlo Alfonso Nallino, professore ordinario di Lingua e Letteratura araba nella Facoltà di Lettere dell'Università degli Studi di Roma "La Sapienza", oltre a quelli di Giorgio Levi Della Vida, Carlo Conti Rossini, Michelangelo Guidi, Laura Veccia Vaglieri e Virginia de Bosis, o di parlamentari e uomini politici interessati alle stesse tematiche, come il futuro senatore del Regno Amedeo Giannini e l'on. Giovanni Antonio Colonna di Cesarò, Vassallo, Festa, Scarpa, Esperti, Buggelli, Narducci, Raffaele Rapex (giudice console a Shanghai), Enderle, Bruni, U. Faldati, Vacca, Zanutto, Petrocchi Tucci, di Leone, Sferra, Corradetti, Tiriticco, Missirocchi, Ferro, Caroselli, Salto, Mascolino, Cattan, Diel, Francese, Scalfati, Almagià, Balvis, Gatteschi, Lanzara, Sayed M. Pascià, Mohammed Hinnaui, Fratini e Ambrosetti - l'Istituto per l'Oriente fu per decenni sovvenzionato dal Ministro degli Esteri italiano che, specie in periodo fascista, sperava di poter meglio attuare la sua politica di amichevole apertura nei confronti del mondo arabo, usufruendo del necessario bagaglio di conoscenze scientifiche che l'Istituto era in grado di assicurare.
Lungi tuttavia dall'essere una diretta emanazione del fascismo, l'Istituto per l'Oriente dimostrò subito di perseguire una sua linea di corretta informazione basata su dati scientifici relativi all'area vicino-orientale, specialmente (ma non esclusivamente) islamica, pubblicando una rivista, Oriente Moderno, diretta dallo stesso prof. C. A. Nallino, incaricata di effettuare uno spoglio sistematico, paese per paese, della stampa locale in lingua araba, collazionando le notizie con quelle fornite dalle migliori testate giornalistiche occidentali e dalle principali riviste scientifiche internazionali.

## Biblioteca e fondi librari
L'Istituto si dotò subito di una biblioteca sociale - cui accedevano soci e, in via eccezionale, alcuni studiosi - fornita delle principali opere di saggistica e delle più importanti riviste periodiche in lingua italiana, francese, inglese, tedesca, araba, persiana, turca o urdu.

Attualmente essa ha superato abbondantemente i 50 000 volumi, quasi tutti abbraccianti il periodo che dal XVIII secolo giunge fino al secolo in corso e costituisce per questo la principale biblioteca italiana specializzata sul mondo arabo-islamico moderno e contemporaneo. Oggi la Biblioteca sociale è aperta, per modifica statutaria, a qualsiasi studioso interessato, mentre l'accesso ai Fondi librari è consentito su prenotazione.
Alla biblioteca sociale, dotata di un catalogo per autore e per soggetto, si sono aggiunti nel tempo quattro Fondi librari: il primo in ordine cronologico fu costituito con l'acquisizione onerosa del patrimonio librario turcologico del professor Ettore Rossi, già ordinario di Lingua e Letteratura turca nella Facoltà di Lettere dell'Università di Roma "La Sapienza"; il secondo fu invece costituito grazie alle dotazioni librarie e documentarie di Angelo Sammarco, che tra l'altro partecipò in modo attivo e determinante al progetto per la costruzione del Canale di Suez. Il terzo Fondo è stato costituito, per lascito testamentario, dalla professoressa Maria Nallino (figlia del fondatore dell'Istituto), ordinaria di Lingua e Letteratura araba nell'Università degli Studi "Ca' Foscari" di Venezia e a lungo ella stessa direttore scientifico dell'Istituto, che ha legato all'Istituto la sua biblioteca personale e quella paterna. L'ultimo Fondo (Studi sull'Indonesia) è stato intitolato al prof. Luigi Santamaria, che ha lasciato all'Istituto, di cui fu Presidente, parte della sua biblioteca personale (un'altra parte - quella letteraria - è stata invece donata all'Università di Bologna, dove era attivo (come all'Orientale di Napoli) un corso di lingua indonesiana).
Del Fondo "Carlo Alfonso e Maria Nallino" è attualmente in corso di schedatura informatica secondo il Sistema Bibliotecario Nazionale, essendo da tempo l'Istituto entrato a far parte del polo bibliotecario multiculturale della Regione Lazio.
Grazie a una donazione della vedova, Isabella Camera d'Afflitto, l'Istituto ha acquisito infine anche la biblioteca personale del prof. Pier Giovanni Donini (studi contemporanei sul mondo islamico e sulle sue minoranze).

## Pubblicazioni scientifiche
Gli organi dell'Istituto - che è di norma amministrato economicamente e scientificamente da uno staff di docenti delle università pubbliche italiane - sono eletti dal suo corpo sociale ogni 3 anni. Il Consiglio d'Amministrazione dispone la pubblicazione di opere arabistiche e islamistiche e garantisce la regolare pubblicazione di Oriente Moderno (pur mutato nella formula dopo la fine delle sovvenzioni ministeriali, è dal 2013 pubblicato e distribuito internazionalmente da E. J. Brill di Leida (Paesi Bassi), grazie a una serie di collaborazioni con diverse prestigiose strutture di ricerca europee (universitarie e non).

Co-edita poi - con l'Università degli Studi di Napoli "L'Orientale" - la Rassegna di Studi Etiopici, a suo tempo fondata da Carlo Conti Rossini, mentre Eurasian Studies (parimenti pubblicati e distribuiti internazionalmente dalla Brill, nati nel 2008 e diretti a lungo dal prof. Michele Bernardini, sono stati pubblicati dapprima in collaborazione con lo Skilliter Centre for Ottoman Studies della britannica Università di Cambridge, che ha poi ceduto il posto alla tedesca Martin-Luther-Universität Halle-Wittenberg,che assicura un contributo finanziario e scientifico grazie al prof. Jürgen Paul.

Ulteriore impegno editoriale è costituito dalla nuova serie dei Quaderni di Studi Arabi - anche essi di classe A, e del pari pubblicati e distribuiti internazionalmente dalla Brill. La rivista è diretta dalla prof. Antonella Ghersetti, succeduta al prof. Giovanni Canova, che l'ha diretta fin dall'epoca in cui essa era edita dal Dipartimento di Arabistica della Facoltà di Lingue e Letterature Straniere dell'Università degli studi "Ca' Foscari" di Venezia.

Ultima in ordine di tempo la rivista di letteratura araba contemporanea, anche online, Arablit, diretta dalla prof.ssa Isabella Camera d'Afflitto, già della Sapienza - Università di Roma.
Nella sua Series catalogorum, diretta da Maria Szuppe (CNRS) e gestita anche da Michele Bernardini (Università degli studi di Napoli "L'Orientale), sono pubblicati cataloghi arabistici, iranistici e turcologici di varie Biblioteche e Fondi librari di tutto il mondo. La pubblicazione della collana è stata finanziata a lungo dalla Fondazione Max van Berchem di Ginevra.
Nel 2017 è stato avviato il progetto "La Sicilia islamica: testi, ricerche letterarie e linguistiche" sotto la guida scientifica dalla prof. Mirella Cassarino, dell'Università di Catania. A esso garantiscono il loro contributo studiosi di spicco quali Dionisius Agius, Lidia Bettini, Jacques Grand’Henry e Jérôme Lentin, del GIRAS (Groupe International de Recherche sur l’Arabe de Sicile).
L'Istituto pubblica inoltre strumenti di studio fondamentali per la conoscenza delle lingue antiche e moderne vicino e medio-orientali (grammatiche e dizionari) e di approfondimento storico-politologico e giuridico delle realtà del Vicino Oriente, specialmente islamico. Organizza regolari corsi annuali e intensivi di lingua araba, di lingua persiana e di lingua turca, e di conoscenza della cultura islamica.
Collabora stabilmente con varie istituzioni universitarie europee e del mondo arabo e ha regolari rapporti con il mondo internazionale degli studiosi e dei ricercatori, accademici e non.
La Biblioteca ospita infine i quattro Fondi librari intitolati a Carlo Alfonso Nallino e Maria Nallino, a Ettore Rossi, ad Angelo Sammarco, a Luigi Santamaria e a Pier Giovanni Donini.

## Presidenti
Nel corso della sua novantennale attività, l'Istituto ha visto alternarsi i seguenti Presidenti:
1. On. duca Giovanni Antonio Colonna di Cesarò, deputato al Parlamento (1921-23)
2. On. duca Giovanni Antonio Colonna di Cesarò (1924-26)
3. S.E. Amedeo Giannini, Consigliere di Stato e Ministro Plenipotenziario onorario (1927-29)
4. S.E. Amedeo Giannini (1930-32)
5. S.E. Amedeo Giannini (1933-35)
6. S.E. Amedeo Giannini Senatore del Regno (1936-38)
7. S.E. Amedeo Giannini (1939-41)
8. S.E. Amedeo Giannini (1943-45)
9. dott. Carlo Conti Rossini, Accademico dei Lincei (1946-49)
10. Prof. Raffaele Ciasca, Senatore della Repubblica (1950-52)
11. Prof. Raffaele Ciasca (1953-55)
12. Prof. Raffaele Ciasca, ord. dell'Università di Roma (1956-58)
13. dott. Giorgio Crisci, Consigliere di Stato, in qualità di Commissario straordinario (1959-1961)
14. Prof. Raffaele Ciasca (1962-64)
15. Prof. Raffaele Ciasca (1965-67)
16. Prof. Francesco Gabrieli, professore ordinario dell'Università di Roma, Accademico dei Lincei (1968-70)
17. Prof. Francesco Gabrieli (1971-73)
18. Prof. Francesco Gabrieli (1974-77)
19. Prof. Alessandro Bausani, ord. dell'Università di Roma, Accademico dei Lincei (1977-79)
20. Prof. Umberto Rizzitano, ord. dell'Università di Palermo (1979-1980)
21. Prof. Luigi Santa Maria, ord. dell'Istituto Universitario Orientale di Napoli (1980-81)
22. Prof. Luigi Santa Maria (1981-83)
23. Prof. Roberto Rubinacci, ord. dell'Istituto Universitario Orientale di Napoli (1984-86)
24. Prof. Roberto Rubinacci (1987-89)
25. Prof. Giovanni Oman, ord. dell'Istituto Universitario Orientale di Napoli (1990-92)
26. Prof. Francesco Castro, ord. dell'Università di Roma “Tor Vergata” (1993-95)
27. Prof. Francesco Castro (1996-98)
28. Prof. Francesco Castro (1999-2001)
29. Prof. Francesco Castro (2002-2004)
30. Prof. Francesco Castro (2005-2006)
31. Prof. Claudio Lo Jacono, ord. dell'Università degli Studi di Napoli "L'Orientale" (2006-2009)
32. Prof. Claudio Lo Jacono (2010-2012)
33. Prof. Claudio Lo Jacono (2013-2015)
34. Prof. Claudio Lo Jacono (2016-2018)
35. Prof. Claudio Lo Jacono (2019-2021)
36. Prof. Claudio Lo Jacono (2021-2023)
37. Prof. Claudio Lo Jacono (2023-2025)
38. Prof. Claudio Lo Jacono (2025-2027)